# Пейрони, Андре
Андре́ Пейрони́ (фр. André Peyronie; 8 мая 1920, Альби — 10 декабря 2019, Анс) — авиационный механик французских ВВС, участник Второй мировой войны, воевавший в составе полка «Нормандия — Неман» в 1942—1943 годы.
В 2017—2019 годы оставался последним живым французом, воевавшим в составе авиаполка «Нормандия — Неман»

## Биография
Родился 8 мая 1920 года в Альби.
В рядах французской армии — с февраля 1939 года, служил авиамехаником в авиашколах в Бордо и Салон-де-Провансе. С ноябре 1940 года — в действующих частях в Леванте; служил вместе с Жаком Андре. В августе 1941 года, будучи в Сирии, вступил в «Свободную Францию» Шарля де Голля. В составе авиагруппы «Эльзас» участвовал в боях в Ливии в качестве механика у командира «Эльзаса» Жозефа Пуликена.
В 1942 году в звании старшего капрала добровольно вступил в ряды эскадрильи «Нормандия — Неман» и 29 ноября 1942 года прибыл в Иваново.
Воевал в составе полка «Нормандия — Неман», был авиамехаником самолёта Марселя Лефевра (1918—1944). Участвовал в освобождении Белоруссии.
С августа 1943 года служил в авиагруппе «Арденны», в составе которой участвовал в боях в Тунисе; в 1944 участвовал во втором этапе высадки союзных войск в Провансе, на юге Франции. Закончил войну в Германии. Демобилизовался в июне 1945 года в звании старшего сержанта.
Работал агентом по недвижимости. Неоднократно бывал в СССР, России.
После смерти Гаэля Табюре, последовавшей 10 февраля 2017, оставался последним живым французом, воевавшим в составе авиаполка «Нормандия — Неман». Жил в доме ветеранов (коммуна Анс департамента Рона); умер в ночь на 10 декабря 2019 года.

## Награды
- Воинская медаль (Франция)[4]
- орден Отечественной войны 2-й степени (СССР, 07.05.1985)
- знак отличия кавалера ордена Почётного легиона (Франция, 2015)[1][4][11]
- орден Почёта (Белоруссия, 29.01.2018) — за значительный личный вклад в освобождение Беларуси во время Второй мировой войны, дело укрепления мира, дружественных отношений и единства народов Беларуси и Франции[12][6]
- юбилейная медаль «75 лет освобождения Беларуси от немецко-фашистских захватчиков» (2019)[5]
- Почётные грамоты ANSORAA Рона-Альпы, отделения Рона-Луары метрополии Лиона (2018)[13]

## Комментарии
1. ↑  Жак Андре в 1943—1945 годы воевал в составе авиаполка «Нормандия — Неман», 20 июля 1945 был удостоен звания Героя Советского Союза.
2. ↑  Жозеф Пуликен впоследствии был командиром полка «Нормандия — Неман».
3. ↑  4 июня 1945 года Марсель Лефевр посмертно был удостоен звания Героя Советского Союза.
4. ↑  По другим данным[2] — демобилизовался в октябре 1945 года.